# Liste der Monuments historiques in Campugnan
Die Liste der Monuments historiques in Campugnan führt die Monuments historiques in der französischen Gemeinde Campugnan auf.

## Liste der Objekte
| Bezeichnung | Beschreibung              | Standort                       | Kennzeichnung | Schutzstatus | Datum | Bild |
| ----------- | ------------------------- | ------------------------------ | ------------- | ------------ | ----- | ---- |
| Glocke      | Bronze (?), 1764 gegossen | in der Kirche St-Pierre (Lage) | PM33001678    | Inscrit      | 1988  |      |